# Manoir du Plessis (Vouvray)
Le manoir du Plessis est un château situé à Vouvray (Indre-et-Loire) et inscrit aux monuments historiques en 1981.

## Historique
En 1476, la veuve Bruinet en est propriétaire. Il passe à René de l'Espinay, maire de la mairie de Vouvray, en 1521, puis à Yves de l'Espinay en 1626. Il appartient à Louis de Bordeaux en 1657 et au marquis d'Ussé et à N. Petiteau en 1742.